# Paquetá
Paquetá és un barri de la ciutat de Rio de Janeiro, al Brasil. El barri és principalment situat sobre l'illa de Paquetá, d'on treu el seu nom.
Paquetá és un barri de classe mitjana, per la seva calma, lluny de l'eufòria del centre de la ciutat. Encara que principalment estava situat sobre l'illa de Paquetá, el barri ocupa igualment les petites illes i penyes de Brocoió, Braço forte, Jurubaíba, Pita, Redonda, Manguinho, Comprida, dos Ferros, Casa da Pedra, de Pancaraíba, dos Lobos, Tabacis, das Folhas, Tapuamas de Baixo, Tapuamas de Cima, do Sol, Laje Rachada, Pedra Rachada, Trinta Réis i Pedra Cocóis
El descobriment de l'illa es va fer l'any 1555 per Nicolas Durand de Villegagnon que dirigia l'expedició de França antarctica. L'illa era llavors ocupada pels indis Tupinambá. Però el rei francès Enric II no va ser informat del descobriment d'aquesta illa fins al 18 de desembre de 1556 per l'intermediació del geògraf i membre de l'expedició André Thévet. Aquesta data ha quedat com la del descobriment de l'illa.